# لوری شاه
لوری شاه، روستایی در دهستان محترم‌آباد بخش کتیج شهرستان فنوج  در استان سیستان و بلوچستان ایران است.

## جمعیت
این روستا در دهستان محترم آباد و بخش کتیج قرار دارد و براساس سر شماری نفوس و مسکن در سال ۱۳۹۵، جمعیت آن زیر سه خانوار بوده‌است.